# Góry Towarne Duże
Góry Towarne Duże lub Góry Towarnie Duże (343 m n.p.m.) – wzniesienie w miejscowości Kusięta w województwie śląskim, w powiecie częstochowskim, w gminie Olsztyn. Jest jednym z wzgórz Wyżyny Mirowsko-Olsztyńskiej będącej częścią Jury Krakowsko-Częstochowskiej. Według Błaszczyka nazwa Gór Towarnych pochodzi od formy skał, ułożonych jedne na drugich, jak wałki towaru, lub od nazwy ulicy Towarowej, prowadzącej od Olsztyna.
Jest to bezleśne, zbudowane z wapieni wzniesienie z licznymi drobnymi skałami, oraz kilkoma wybitnymi. Wraz z pobliskim wzniesieniem Góry Towarne Małe (Góry Towarnie Małe) określane jest czasami nazwą Góry Towarne (Góry Towarnie). Obydwa wzniesienia mają status użytku ekologicznego, ponadto znajdują się na specjalnym obszarze ochrony siedlisk Natura 2000 o nazwie Ostoja Olsztyńsko-Mirowska.
Szczytowa skała Gór Towarnich Dużych nosi nazwę Płyta. Od północno-zachodniej strony podcięta jest pionową ścianą o wysokości 16 m. Obok jest druga wybitna skała zwana Grotą. Obydwie są obiektem wspinaczki skalnej. U zachodniego podnóża Groty znajduje się duży otwór wejściowy Jaskini Towarnej, zwanej też Niedźwiedzią, gdyż odkryto w niej kości niedźwiedzia jaskiniowego. Obok istniała jeszcze jaskinia zwana Dzwonnicą, grotołazi odkryli jednak, że jest ona połączona ciasną szczeliną z Jaskinią Niedźwiedzia i została włączona do jej systemu. Obecnie ma nazwę System Jaskiń Towarnich. W Górach Towarnych Dużych są jeszcze trzy inne jaskinie: Jaskinia Cabanowa, Jaskinia Kopana i Schronisko w Górze Towarnej Dużej.

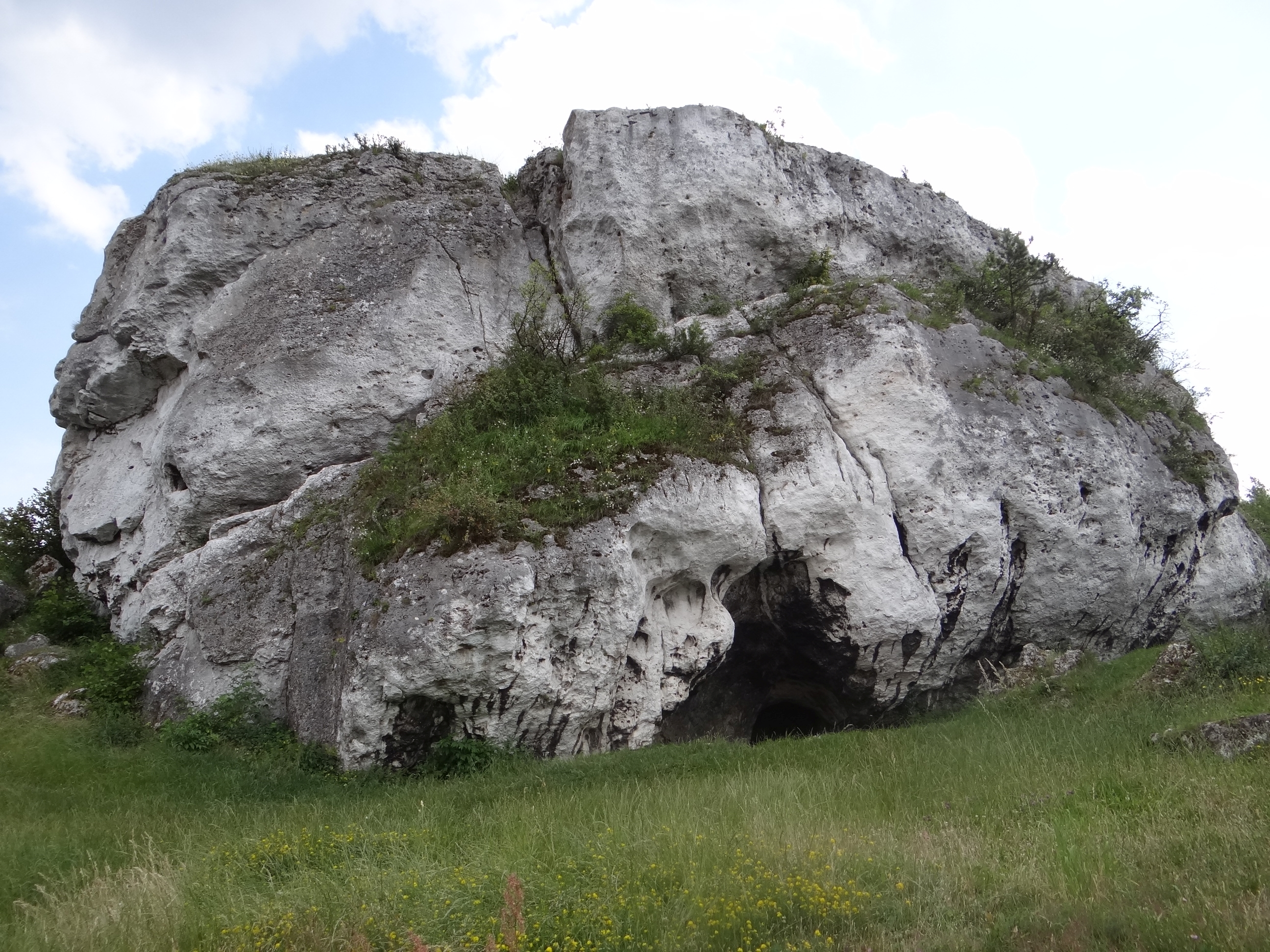
Skała Grota
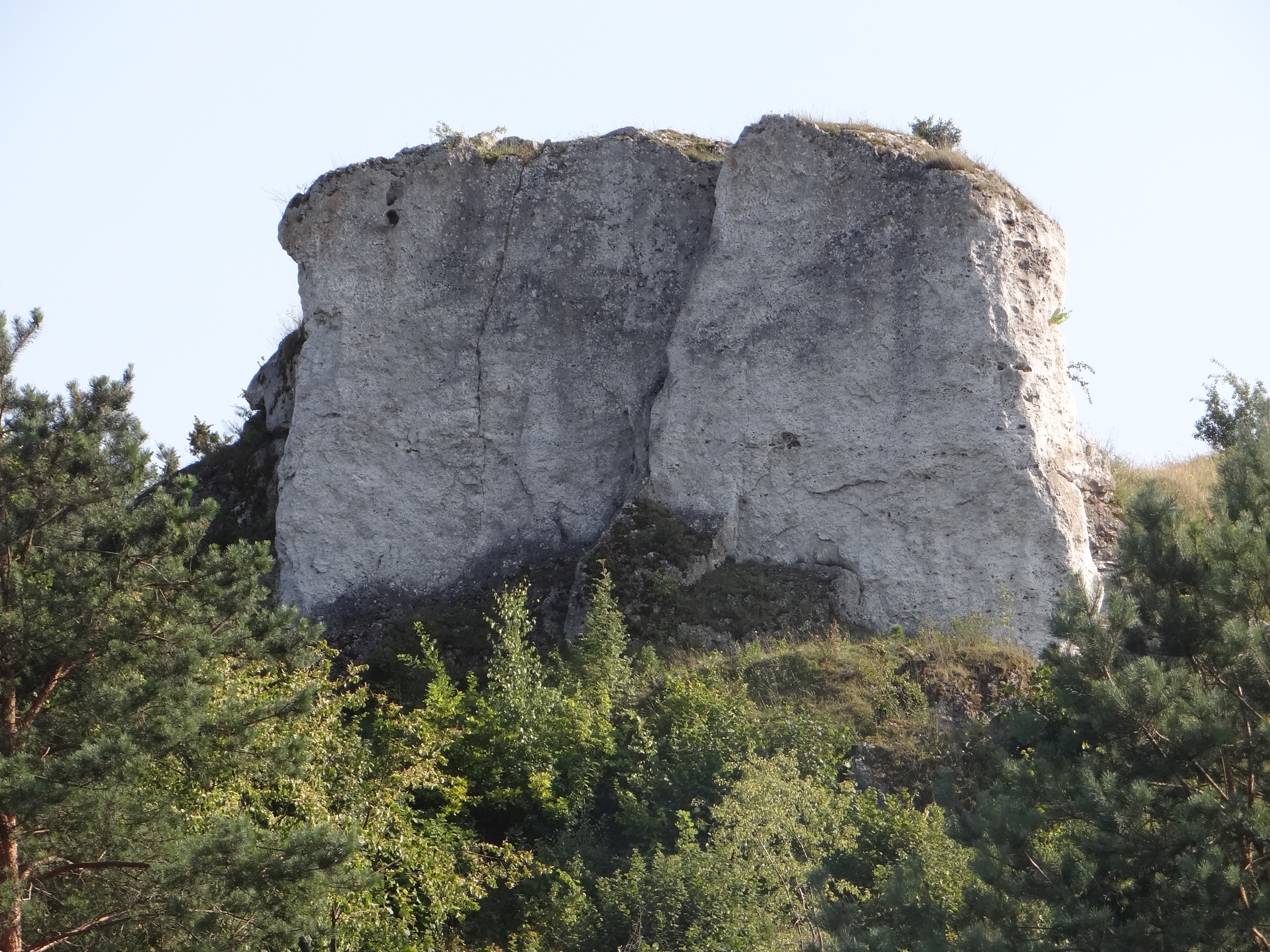
Skała Płyta
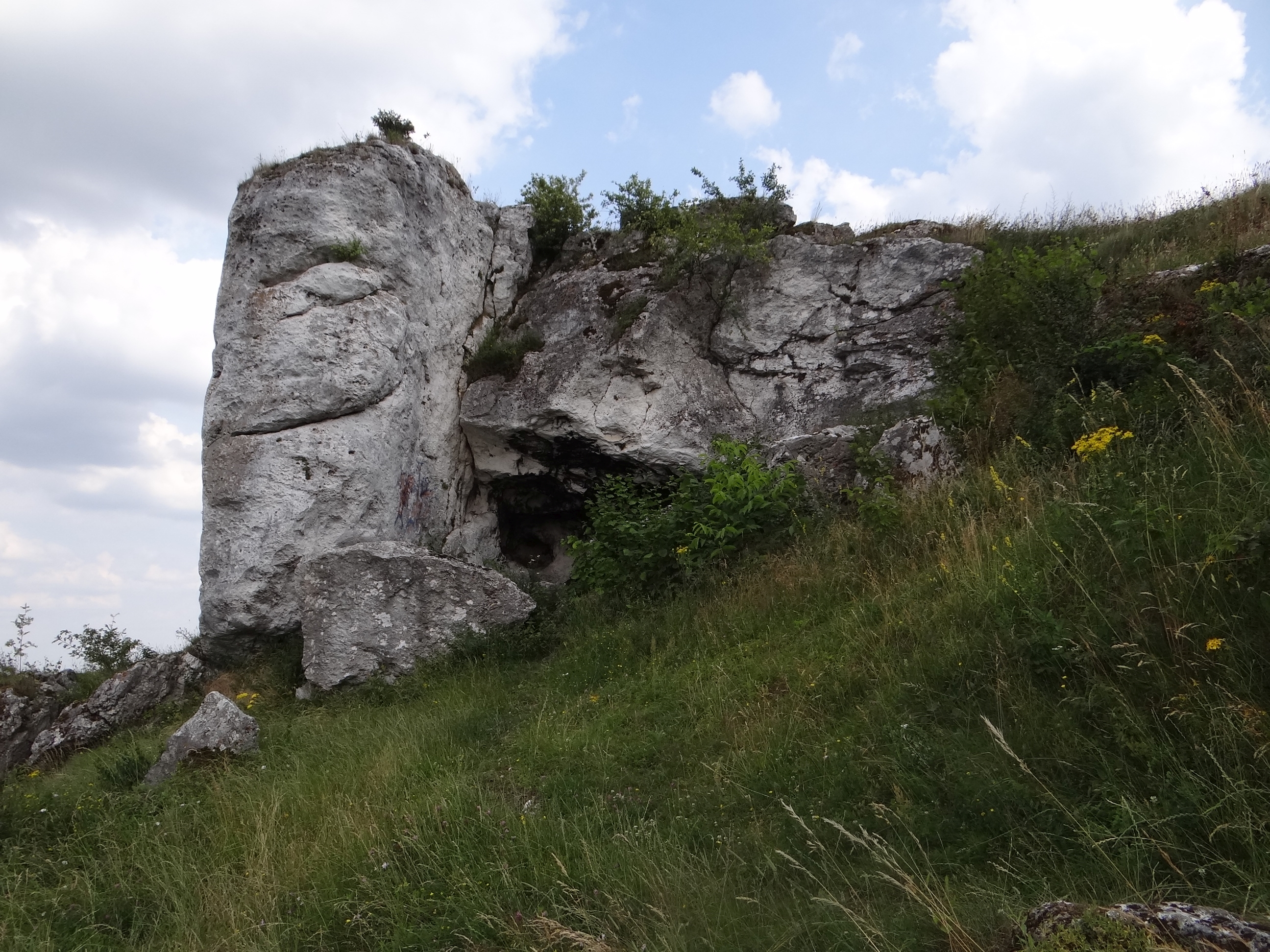
Widok od południa